# أسعد سعيد سيف
أسعد سعيد سيف، ولد في 31 مايو عام 1979 ب انخيل بوبوف في بلغاريا، هو الرباع القطري وزن 105 كجم للرجال الذي شارك في دورة الألعاب الأولمبية الصيفية لعام 2000 وحصل على الميدالية البرونزية.
- ميدالية برونزية في ألعاب الأولمبياد الصيفية سنة 2000

## روابط خارجية
- أسعد سعيد سيف على موقع IAT Database Weightlifting (الألمانية)
- أسعد سعيد سيف على موقع أوليمبيديا (الإنجليزية)